# عقاب مسيرة صغرى

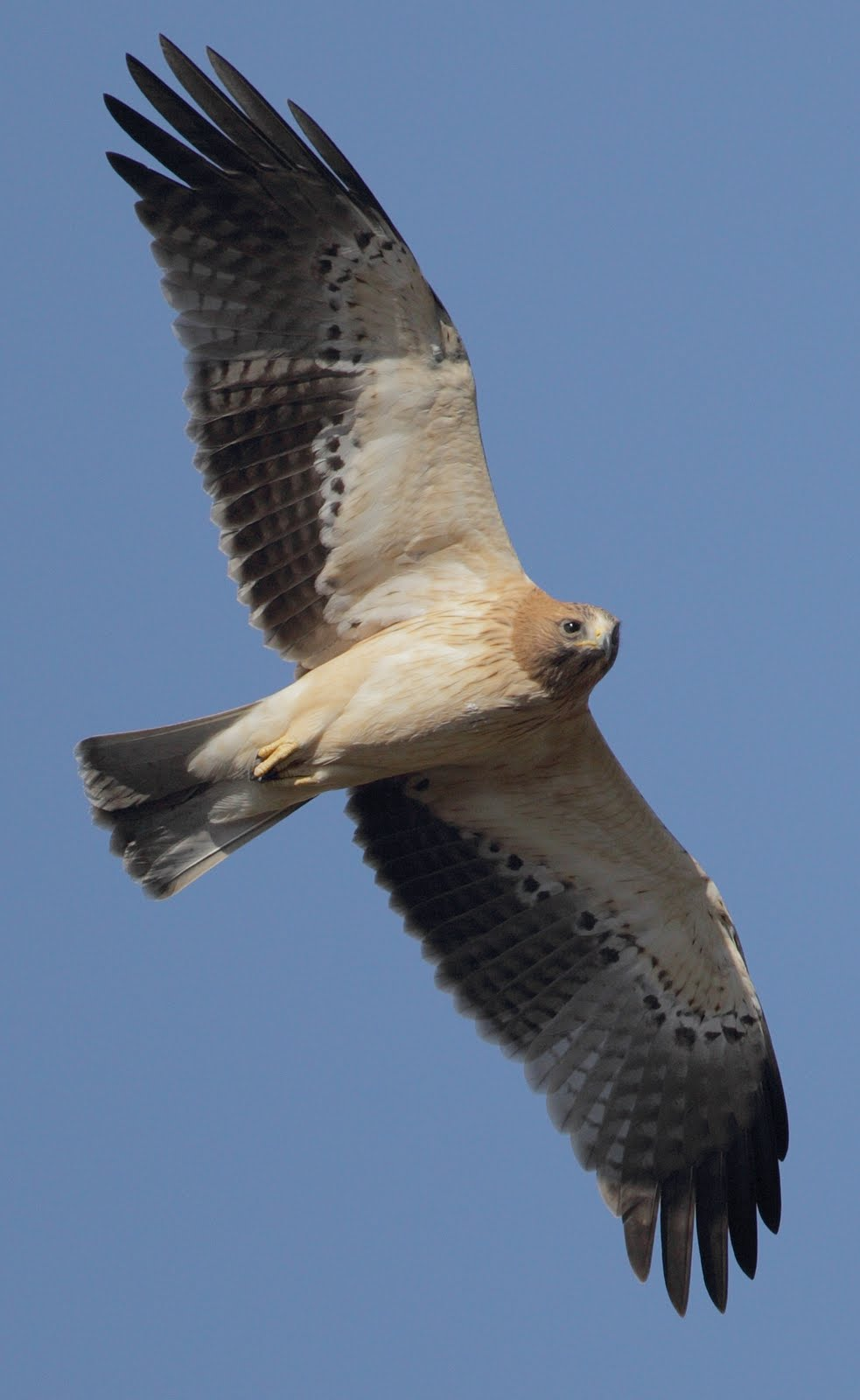

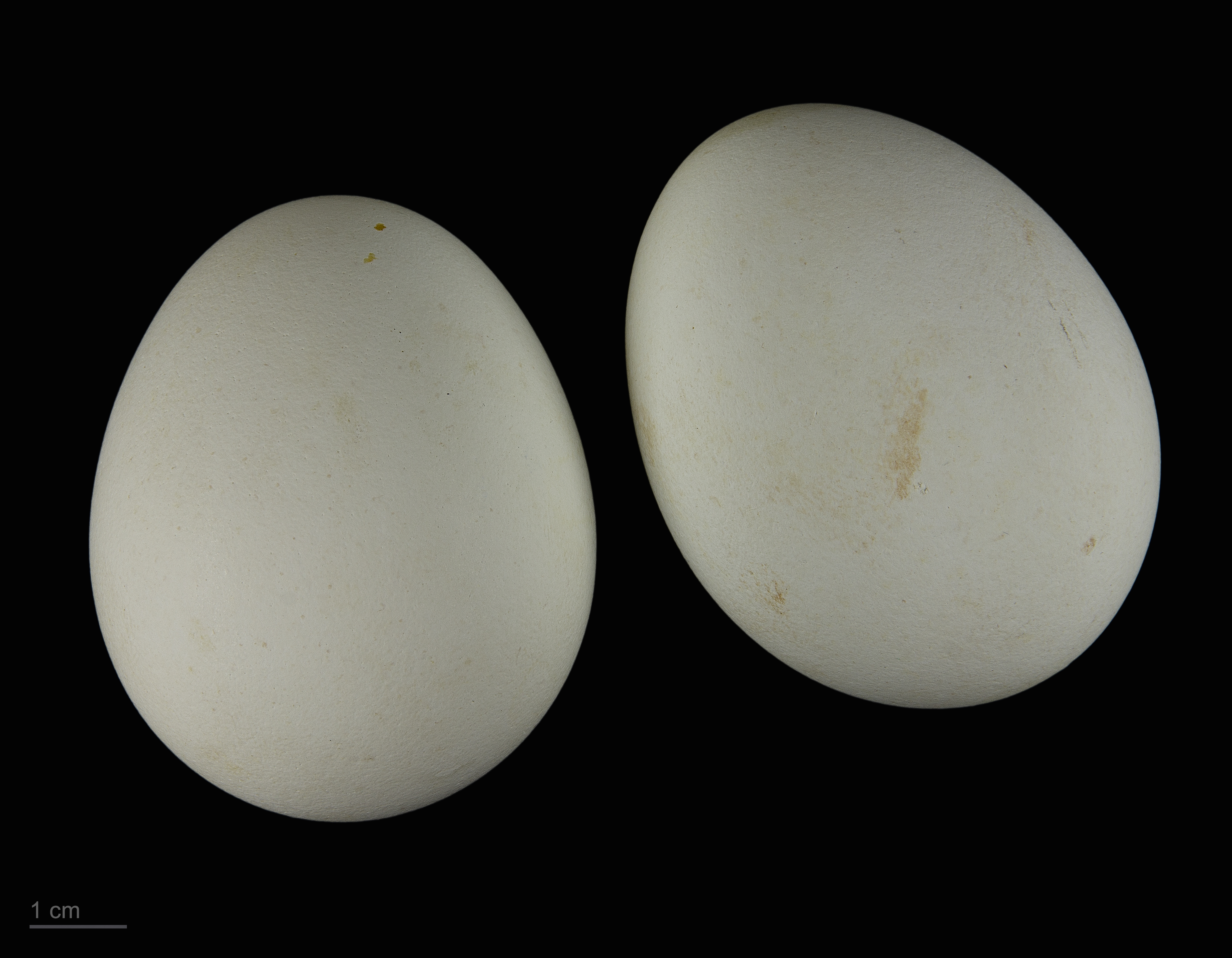
Hieraaetus pennatus

السبر يسمى أيضا عقاب مسيرة صغرى، عقاب المسيرة، عقاب المنتعلة، (الاسم العلمي: Aquila pennata) (بالإنجليزية: Booted Eagle)‏، هو طائر جارح ينتمي إلى البازية (فصيلة: Accipitridae)، مهاجر عابر غير شائع ومهاجر شتوي، يتواجد في الإمارات من سبتمبر وحتى أوائل أبريل في مناطق متنوعة بما فيها السواحل والجبال، كما شوهد على الجزر، يمضي الشتاء بصورة خاصة في شرق وأواسط أفريقيا.